# Thamnochortus punctatus
Thamnochortus punctatus är en gräsväxtart som beskrevs av Neville Stuart Pillans. Thamnochortus punctatus ingår i släktet Thamnochortus och familjen Restionaceae. Inga underarter finns listade i Catalogue of Life.